# Aniulus acuminatus
Aniulus acuminatus är en mångfotingart som beskrevs av Loomis 1976. Aniulus acuminatus ingår i släktet Aniulus och familjen Parajulidae. Inga underarter finns listade i Catalogue of Life.